# Święciany (gmina)
Święciany – dawna gmina wiejska istniejąca do 1945 roku na obszarze Ziemi Wileńskiej/woj. wileńskiego (obecnie na Litwie). Siedzibą gminy były Święciany (Švenčionys), które stanowiły odrębną gminę miejską.
Początkowo gmina należała do powiatu święciańskiego w guberni wileńskiej. 7 czerwca 1919 weszła w skład utworzonego pod Zarządem Cywilnym Ziem Wschodnich okręgu wileńskiego, przejętego 9 września 1920 przez Tymczasowy Zarząd Terenów Przyfrontowych i Etapowych. W związku z powstaniem Litwy Środkowej 9 października 1920 gmina wraz z główną częścią powiatu święciańskiego znalazła się w jej strukturach. 13 kwietnia 1922 roku gmina weszła w skład objętej władzą polską Ziemi Wileńskiej, przekształconej 20 stycznia 1926 roku w województwo wileńskie.
1 stycznia 1926 roku do gminy Święciany przyłączono część obszaru gminy Zabłociszki oraz dokonano wymiany części terenów między gminami Święciany a Michałowo. 11 kwietnia 1929 roku do gminy Święciany przyłączono części obszaru zniesionych gmin Zabłociszki i Michałowo, natomiast części obszaru gminy Święciany włączono do gmin Łyntupy i Łyngmiany. 20 października 1933 roku z gminy wyłączono zaścianek Ligumy (nazwa miejscowa: Podligumy), który włączono do Święcian.
Po wojnie obszar gminy Święciany wszedł w struktury administracyjne Związku Radzieckiego.